# Museu Ampère
El Museu Ampère, és un museu científic dedicat a la història de l'electricitat i les seves aplicacions centrat en la figura d'André-Marie Ampère (1775–1836). El museu está situat a Poleymieux-au-Mont-d'Or a la metròpoli de Lió i es troba a la casa on André-Marie Ampère va passar part de la seva infància i joventut. El museu Ampère, anomenat Maisons des Illustres el 2013 i lloc històric de la física europea el 2021, és el primer museu de ciència interactiu créât a França.

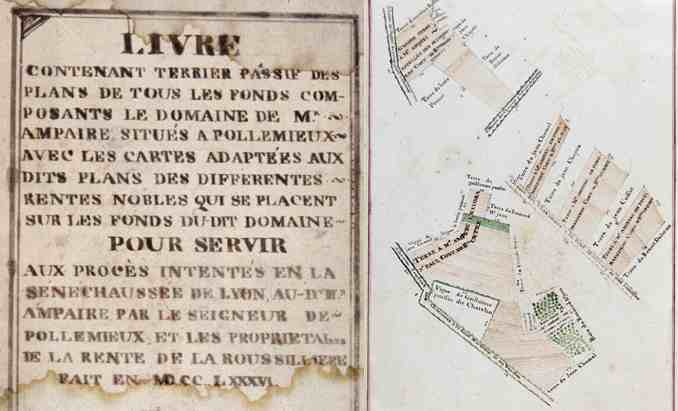
Extracte (pàgines 0 i 6) del document Le Terrier (1786), on es descriu la propietat de Poleymieux-au-Mont-d'Or de la família Ampère

El 1901, Alexis Bertrand, professor de la Facultat de Lletres de Lió va organizar una cerimònia en homenatge a André-Marie Ampère a la terrassa de la casa d'Ampère a Poleymieux-au-Mont-d'Or. A. Bertrand va expressar el desig d'instal·lar un museu de l'electricitat a la casa de la família Ampère
El 1928, Hernand i Sosthenes Behn, empresaris nord-americans, cofundadors de la multinacional ITT que aleshores desenvolupava les seves activitats a França, van fer, per consell de Paul Janet i com a mecenes, la adquisició de l'antiga propietat d'Ampère que s'acaba de posar a la venda. El van donar a la Societat Francesa d'Electricistes, que el va confiar dos anys més tard, el 1930, a la Societat d'Amics d'André-Marie Ampère, que s'encarrega de la seva gestió des d'aquella data. El Museu Ampère es va inaugurar el1er juillet 1931.

## Salas i collections
El museu compta amb una desena de sales en més de 600 m2 d'exposicions organitzades en dues àrees: història de l'electricitat i aplicacions de l'electricitat.. Hi ha audioguies en francès i anglès disponibles per als visitants.
El museu inclou maquetes que reprodueixen els experiments fonamentals en electromagnetisme que Ampère havia dut a terme. El públic pot posar en funcionament els experiments, trobar explicacions i aprendre a través de l'experiència i d'una manera divertida les lleis de l'electromagnetisme.
En una de les sales hi ha retrats, llibres i manuscrits associats a la família Ampère. : André-Marie Ampère (1775-1836) així com el seu pare Jean-Jacques (1733-1793) i el seu fill Jean-Jacques-Antoine (1800-1864).
Altres sales permeten explorar la història i les aplicacions de l'electricitat, en temes com la il·luminació, les telecomunicacions, l'electrònica, fins a la producció d'energies de baixes emissions de carboni.
La botiga del museu ofereix alguns llibres i records.

## Ciència i formació
El museu ofereix visites que inclouen tallers didàctics per a alumnes de tots els nivells, des de primària fins als cicles finals de batxillerat. També s'organitzen tallers durant els períodes de vacances escolars.

## Etiquetes i distincions

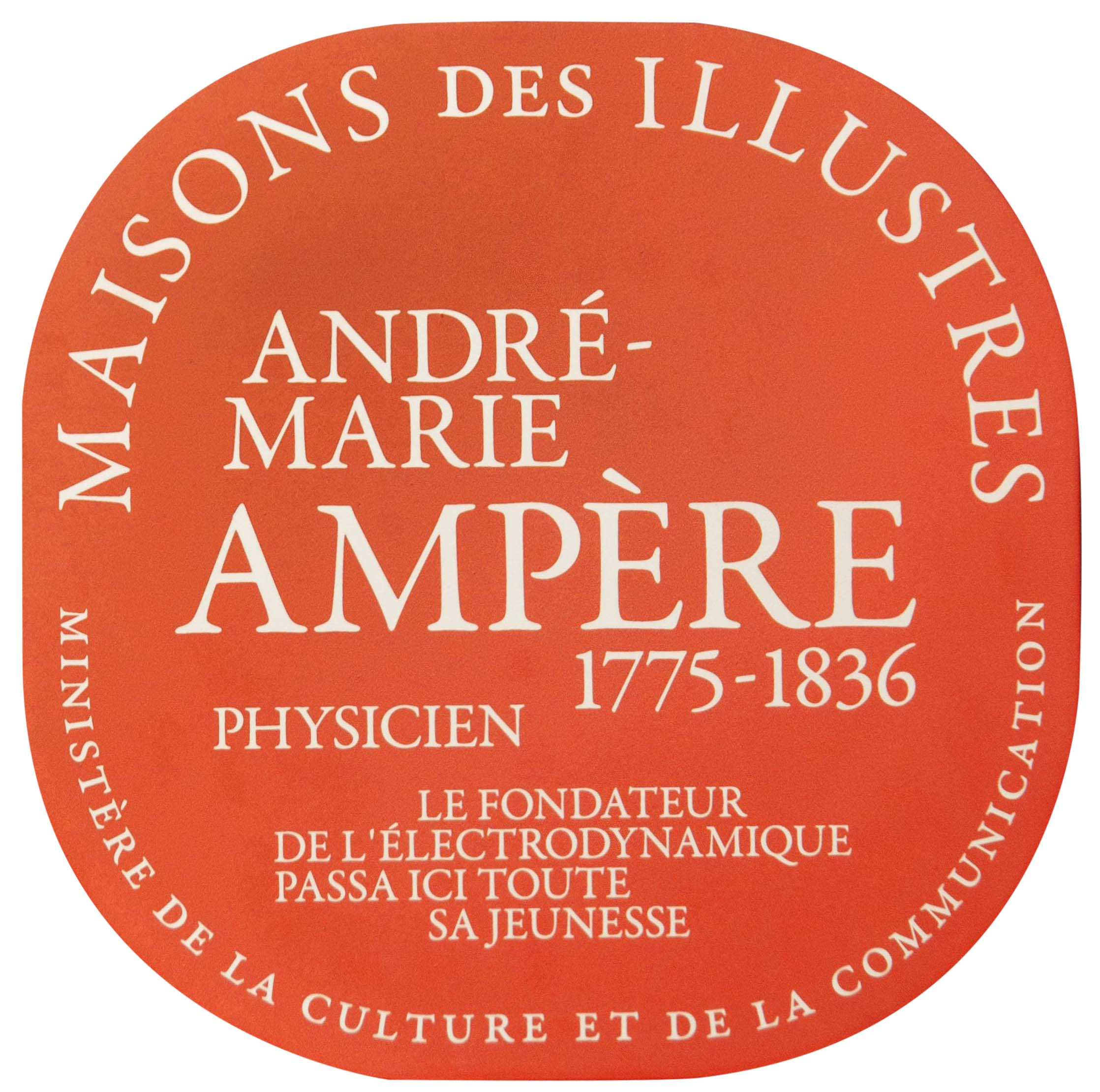
Placa Casa de l'Il·lustre.

El Museu Ampère és "Maison des Illustres" des del 2013. Es tracta d'un segell concedit pel Ministeri francès de la Cultura.
La Société des Amis d'André-Marie Ampère, que gestiona el museu, va rebre el 18 de desembre de 2018 de l' Académie des Sciences, Belles-Lettres et Arts de Lyon la Medalla d'Honor 2018.
Des del 2021, el Museu Ampère porta l'etiqueta " EPS Lloc històric », lloc històric de la física europea, segell atorgat per la European Physical Society,.
El Museu Ampère rep la certificació "IEEE Historic Milestone" concedida per la IEEE, la més gran organització professional internacional, al mes d'abril de 2023.